# 朱复戡
朱复戡（1900年—1989年11月3日），原名义方，字百行，号静龛，40岁后更名起号复戡，祖籍浙江宁波，生于上海，中国书法家、篆刻家和金石学家。
16岁时其篆刻就被收入《全国名家印选》（扫叶山房出版）。曾留学法国，后任上海美专教授、中国画会常委。历任政协山东省委委员、上海交通大学兼职教授、上海佛教协会顾问、中国书法家协会名誉理事、西泠印社理事等。擅长篆书，晚年致力于古代青铜器研究和仿古设计。
2019年9月济宁市博物馆新馆开馆，其中设「朱复戡艺术馆」。2024年12月，宁波市海曙区亦在万氏别第开设朱复戡艺术馆。

## 著作
- 《静龛印集》
- 《复戡印存》
- 《朱复戡大篆》
- 《朱复戡金石书画选》
- 《大篆字帖》